# Журавлинка (Коростенский район)
Журавлинка (укр. Журавлинка) — село на Украине, находится в Коростенском районе Житомирской области. Расположено на реке Каменка.
Код КОАТУУ — 1823755105. Почтовый индекс — 11434. Телефонный код — 4140. Занимает площадь 0,4 км².

Севернее села берёт начало ручей Котячий.

## Местная власть
11401, Житомирская обл., Коростенский р-н, пгт Народичи, ул. Свято-Николаевская, 175.